# 上卡尼奧拉

上卡尼奧拉在斯洛文尼亞的位置以2a標示

上卡尼奧拉是斯洛維尼亞傳統地理區劃之一，並非現在的行政區劃。在歷史上這裡是哈布斯堡王朝的一部分。這一地區的主要城市是克拉尼。

## 外部連結
- Kje so naše meje?. About the borders of Upper Carniola. （斯洛文尼亚文）

46°17′11″N 14°11′47″E / 46.28639°N 14.19639°E